# Opisodasys hollandi
Opisodasys hollandi är en loppart som beskrevs av Hamilton Paul Traub 1947. Opisodasys hollandi ingår i släktet Opisodasys och familjen fågelloppor. Inga underarter finns listade i Catalogue of Life.